# Richebourg

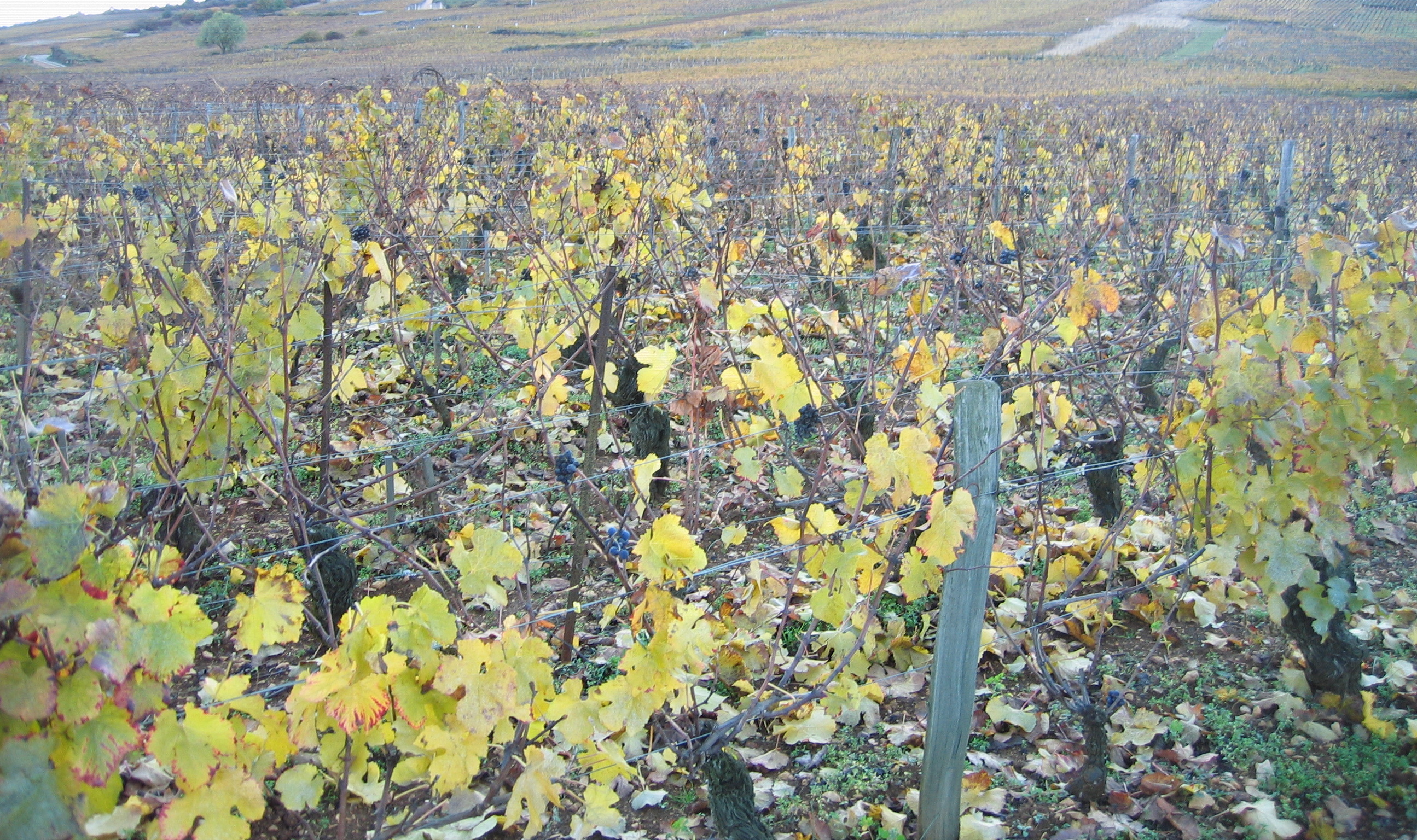
Die Weinlage Richebourg im Herbst 2009.

Richebourg ist eine als Grand Cru eingestufte Weinlage an der Côte d’Or im französischen Burgund. Sie liegt in der Gemeinde Vosne-Romanée, hat eine Fläche von 8,03 Hektar und eine eigene Appellation. Erzeugt wird ausschließlich Rotwein, überwiegend von der Rebsorte Pinot Noir.

## Lage, Klima und Boden
Die Weinlage Richebourg befindet sich auf einem leicht ansteigenden Osthang in 260 bis 280 Metern Höhe über dem Meeresspiegel. Sie liegt zwischen den Premier-Cru-Lagen Aux Brulées (nördlich), Cros Parantoux, Les Petits Monts, Aux Reignots (westlich) und den Grand Crus Romanée-Saint-Vivant (östlich) und La Romanée sowie Romanée-Conti (südlich). Die Lage Richebourg besteht aus zwei Parzellen (französisch Lieu-dit bzw. Climat): Les Véroilles (oder Les Varoilles sous Richebourgs) und Les Richebourgs.
Das Klima wird dem burgundischen Übergangsklima zugeordnet, bei dem kontinentale Einflüsse gegenüber maritimen überwiegen. Die zumeist trockenen und heißen Sommer lassen den Pinot noir zwar ausreifen, große Jahrgänge entstehen aber nur, wenn kein Regen im Herbst die Lese beeinträchtigt. Bedingt durch die reine Ostlage ist das Mikroklima verhältnismäßig kühl, aber besonders sonnig. Genau unterhalb des Einschnitts der Combe de Concoeur gelegen, ist Richebourg vor nächtlichen Fallwinden und Spätfrösten geschützt.
Der höher gelegene Teil der Weinlage ruht auf einem Oolithsockel aus dem Bathonium. Der Unterboden des tieferen Teils der Lage liegt auf Premeaux-Kalkstein. Die braune, lehmig-kalkige Rendzinaschicht von Richebourg ist im oberen Teil dünner als im unteren. Die zahlreichen Kalksteine speichern die Wärme des Tages und strahlen sie in der Nacht wieder an die Reben ab. Zudem sorgen sie für eine gute Drainage.

## Wein
Für die Herstellung des Rotweins Richebourg sind neben der Rebsorte Pinot noir ferner Pinot Liébault und Pinot Beurot amtlich zugelassen. Weingesetzlich dürfen insgesamt bis zu 15 % weiße Trauben (Chardonnay, Pinot gris und Pinot blanc) verwendet werden. Der natürliche Alkoholgehalt muss mindestens 11,5 Volumenprozent betragen. Die Chaptalisation ist – wie überall in Burgund – erlaubt. Im Falle einer künstlichen Anreicherung durch Trockenzucker ist ein maximaler Alkoholgehalt von 14,5° festgelegt. Der Basisertrag beträgt jährlich 35 Hektoliter pro Hektar. Dieser darf maximal um 20 % überschritten werden. Von 2003 bis 2007 wurden im Mittel jährlich 246 Hektoliter von dieser Lage erzeugt. Das sind 30,6 hl/ha. Damit liefert der Grand Cru gut 31.980 Flaschen pro Jahr.
Die Qualität des Weins besteht aus der Sicht von Weinkennern vor allem in seiner seidigen Opulenz, Finesse und Komplexität. In manchen Jahren soll er an den La Tâche heranreichen.
Die Grand Cru-Lage Richebourg wird von elf Erzeugern bewirtschaftet. Als beste Produzenten werden von Weinkennern betrachtet (Stand 2011): die Domaine de la Romanée-Conti, Zweige der Familie Gros, die Domaine Leroy (0,78 ha), Domaine Grivot, Domaine Hudelot-Noellat und Domaine Méo-Camuzet.

## Geschichte
Die Geschichte der Grand Cru Lagen von Vosne-Romanée ist untrennbar mit den Abteien von Cîteaux und Saint-Vivant im heutigen Curtil-Vergy verbunden.
Am 13. November 1131 vermachte Hugo II. Herzog von Burgund dem Kloster von Saint-Vivant bedeutende Ländereien auf dem Gebiet der heutigen Gemeinden Flagey-Echézeaux und Vosne-Romanée. Die Mönche legten im Laufe der Jahre diverse Weinberge an.
Am 17. Januar 1791 erwarb der aus Paris stammende Spekulant Louis Jean Foucard die Lage Richebourg für einen Betrag von 38.100 Livres. Später wurde die Lage Richebourg auf 8 Besitzer aufgeteilt. Das Renommée des Richebourg belegt unter anderem ein Verzeichnis des Weinkellers Ludwigs des XVI. Der Richebourg firmiert dort neben Chambertin, Clos de Vougeot, La Tâche und Romanée-Saint-Vivant.
Den Status eines Grand Cru erhielt die Lage Richebourg am 11. September 1936. Das Dekret über die Appellation Contrôlée erfasst gleichzeitig die benachbarten Grands Cru Lagen Romanée-Saint-Vivant, Romanée-Conti, La Tâche und La Romanée.